# Quatuor Silésien
Le Quatuor Silésien est un quatuor à cordes fondé en 1978 par des musiciens sortis du Conservatoire national supérieur de musique Szymanowski de Katowice en Pologne. 
Maintenant, les musiciens du Quatuor sont : 
- Szymon Krzeszowiec, (premier violon)
- Arkadiusz Kubica, (second violon)
- Łukasz Syrnicki, (alto)
- Piotr Janosik (violoncelle)[1].

Depuis 2005, la ville de Gliwice est le mécène du Quatuor Silésien et le Théâtre musical de Gliwice est souvent partenaire dans de différents projets.

## Histoire
L’histoire du Quatuor Silésien a commencé en 1978, quand les anciens étudiants du CNSM de Katowice ont fondé l’ensemble. En tant que quatuor à cordes, les artistes ont participé aux master-classes données par les musiciens des quatuors LaSalle, Amadeus, Juilliard, Smetana et Berg.

## Répertoire
Le répertoire du Quatuor Silésien comporte plus de 300 pièces de musique de chambre. Parmi elles, presque 200 ont été écrites par des compositeurs du XXe siècle. Plus de 100 œuvres (écrites par des Polonais et non seulement) ont été créées par le Quatuor Silésien dont une grande partie lui a été dédiée, par exemple : 
- Rafał Augustyn – Quatuor à cordes no. 2 (avec une flûte, 1983)
- Stanisław Krupowicz – Seulement Béatrice (quatuor à cordes et bande magnétique, 1989)
- Grażyna Krzanowska – Quatuors à cordes nos. 2 et 3
- Andrzej Krzanowski – Relief no. 9 (avec un pellicule, 1989), Reminiscenza B
- Aleksander Lasoń – Quatuors à cordes nos. 2, 6 et 7
- Edward Sielicki – Quatuor à cordes
- Witold Szalonek – Inside? Outside? (avec clarinette basse); Symphonie des rituaux  (2002)
- Paweł Szymański – Cinq pièces pour quatuor à cordes (1992)
- Eugeniusz Knapik – Quatuor à cordes (1980)

## Activité artistique[2]

### Festivals
Le Quatuor Silésien a joué lors de plusieurs festivals de musique, par exemple : Journées Musicales de Berlin (Allemagne), Temps de la Musique à Viitasaari (Finlande), Festival de Musique de Chambre à Kuhmo (Finlande), Festival de Musique de Chambre à West Cork (Irlande), Festiv´Alpes à Grenoble, Festival Inventionen de  Berlin (Allemagne), Musicorama à Hong Kong, Festival de Saint-Denis à Paris, Wien Modern (Autriche), EuroArt à Prague (République tchèque), Festival de Musique contemporaine Melos-Etos à Bratislava (République slovaque), Festival Musique et Amitié à Bienne, Festival de Musique à Bornholm, Festival Musikhost à Odense (Danemark) et Journées Mondiales de la Musique à Amsterdam (Pays-Bas), Automne de Varsovie (Pologne), Festival de Krzysztof Penderecki Festival à Cracovie (Pologne), Printemps de Musique à Poznań (Pologne), Festival polonais de Musique Contemporaine à Wrocław (Pologne), International Festival de Musique à Tongyeong (Corée du Sud).

### Salles de concert
Le Quatuor Silésien a joué plus de mille concerts dans la plupart des pays européens et aux États-Unis, au Canada, au Mexique, au Japon et à Hong Kong. 
Les musiciens de cet ensemble sont passés sur les scènes : Concertgebouw à Amsterdam, Konzerthaus à Vienne, Vredenburg à Utrecht, De Unie à Rotterdam, De Singel à Anvers, Schauspielhaus à Berlin, Tivoli à Copenhague, Tonhalle à Düsseldorf, Wigmore Hall à Londres, salle Pleyel à Paris, Merkin Hall et Carnegie Hall à New York et Jordan Hall à Boston.

### Coopération
Le Quatuor Silésien a coopéré avec les stations de radio en Allemagne (RIAS, SFB, WDR), aux Pays-Bas (NOS), en Grèce et en République tchèque. 
L’ensemble a joué avec les artistes comme : Dmitri Ashkenazy, Andrzej Bauer, Eduard Brunner, Bruno Canino, Martin Fröst, Stefan Kamasa, Jadwiga Kotnowska, Eugeniusz Knapik, Karri Krikku, Waldemar Malicki, Jerzy Marchwiński, Janusz Olejniczak, Piotr Pławner, Ewa Pobłocka, Ewa Podleś, Jadwiga Rappé, Hokan Rosengren, Jan Stanienda, Hary Sparnay, Wojciech Świtała, Marie-Pierre Langlamet, Krystian Zimerman.

### Prix
Le Quatuor Silésien a reçu plusieurs prix de concours internationaux de musique:
- 2005 : "CD de l’année 2005", prix du magazine Hi-Fi Muzyka (l’album Republique)[5].
- 2002 :  prix du Festival «Automne de Varsovie»: «Orféo»
- 1992 : prix artistique du Maire de la Ville de Katowice
- 1990 : prix pour les Jeunes Artistes Stanisław Wyspiański
- 1996, 1998, 2005 : prix du disque polonais "Fryderyk", pour l’enregistrement de pièces par Henryk Górecki, Witold Lutosławski, Karol Szymanowski et Ernest Chausson
- 1979 : Concours de musique contemporaine à Cracovie (Pologne)
- 1988 : prix artistique du Président de la Région de Silésie
- 1984, 1988 : Tribune internationale des Compositeurs UNESCO, pour les enregistrements de quatuors à cordes composés par Eugeniusz Knapik et Aleksander Lasoń
- 1981 : Printemps de Musique à Poznań (Pologne, 1981)

### Festival «Quatuor Silésien et ses hôtes»
En 1993, le Quatuor Silésien a organisé pour la première fois le festival international de musique de chambre intitulé «Quatuor Silésien et ses hôtes». 

## Discographie
| Année | Détails de l’Album | Pièces enregistrées | Label                                                                                    |
| ----- | --- | --- | ---------------------------------------------------------------------------------------- |
| 2011  | GENERATION DE STALOWA WOLA Album de musique de chambre contenant 6 CD Agata Zubel - soprano Maria Grochowska - flûte Jadwiga Czarkowska - clarinette Mirosław Neinert - récitation Krzysztof Jaguszewski - percussion Piotr Połaniecki - percussion Michał Klauza - chef d'orchestre Witold Serafin - alto Józef Gomolka - violoncelle Marek Moś - violon Quatuor Silésien | Andrzej Krzanowski Aleksander Lasoń Eugeniusz Knapik Musique avec quatuor à cordes | Fondation Musica Pro Bono www.musicaprobono.org.pl                                       |
| 2010  | RAFAŁ AUGUSTYN DO UT DES - MUSIQUE POUR ET AVEC QUATUOR A CORDES Agata Zubel - soprano Jan Krzeszowiec - flûte Quatuor Silésien | Rafał Augustyn: Quatuor à cordes No.1 Quatuor à cordes no.2 avec flûte "Dédication" pour soprano et quatuor à cordes "Do ut des" pour quatuor à cordes Grand jeté. Quatuor no.2½ avec électronique | www.cdaccord.com.pl www.universalmusic.pl ACD 165-2                                      |
| 2010  | ALEXANDRE TANSMAN TOMBEAU DE CHOPIN Du trio à l'octuor vol.2 Joanna Liberadzka - harpe Elżbieta Mrożek-Loska - alto Krzysztof Firlus - contrebasse Adam Krzeszowiec - violoncelle Jan Krzeszowiec - flûte Roman Widaszek - clarinette Quatuor Silésien | Alexandre Tansman: Sextuor à cordes pour 2 violons, 2 altos et 2 violoncelles Sonatina da camera pour flûte, violon, alto, violoncelle et harpe "Tombeau de Chopin" pour quatuor à cordes Trois pièces pour clarinette, harpe et quatuor à cordes | Association de Promotion de Culture Alexandre Tansman www.tansman.lodz.pl                |
| 2010  | STANISŁAW KRUPOWICZ - “SEULEMENT BEATRIX ” Quatuor à cordes et ordinateur Quatuor Silésien | Stanisław Krupowicz: "Variations Adieu" sur un thème de Mozart "Seulement Béatrix" Prolongement | Fondation Musica Pro Bono FMPB CD004                                                     |
| 2009  | GET STRING Quatuors à cordes contemporains Danois Quatuor Silésien | JENS VOIGT-LUND: Circuitous, Mountains (1999) MORTEN RIIS: getString (2009) CHRISTIAN WINTHER CHRISTENSEN: Quatuor à cordes (2002-03) MORTEN RIIS: fromString (2009) JEXPER HOLMEN: Intend/Ascend (2000/02) MORTEN RIIS: useString (2009) SIMON STEEN-ANDERSEN: Quatuor à cordes (1999) MORTEN RIIS: toString (2009) SIMON CHRISTENSEN: Towards Nothingness (2008) MORTEN RIIS: quitString (2009) | dacapo CD 8.226530                                                                       |
| 2009  | QUATUORS A CORDES / POLOGNE A L'ETRANGER Quatuor Silésien | Joachim Mendelson (1897-1943): Quatuor à cordes no.1 Roman Padlewski (1915-1944): Quatuor à cordes no.2 Simon Laks (1901-1983): Quatuor à cordes no.5 | www.eda-records.com EDA 34                                                               |
| 2008  | ANDRZEJ DZIADEK - Œuvres choisies Quatuor Silésien | A. Dziadek: Quatuor à cordes no. 2 | Polskie Radio Katowice PRK CD086                                                         |
| 2008  | HELENA TULVE - LIJNEN Quatuor Silésien différents artistes | H. Tulve: nec ros, nec pluvia... pour quatuor à cordes | ECM New Series ECM 1955 476 6389 "Bestenliste der Deutschen Schallplattenkritik" 03/2008 |
| 2008  | HENRYK MIKOŁAJ GÓRECKI - QUATUORS A CORDES Quatuor Silésien | H. M. Górecki: Already It Is Dusk, musique pour quatuor à cordes (Quatuor à cordes no. 1) op. 62 Quasi una Fantasia (Quatuor à cordes no. 2) op. 64 ...songs are sung (Quatuor à cordes no. 3) op.67 | EMI Music Poland EMI 50999 2 36313 2 8                                                   |
| 2008  | ANDRZEJ KRZANOWSKI IN MEMORIAM Quatuor Silésien Agata Zubel - soprano | A. Krzanowski - Audition no. 6 pour soprano et quatuor à cordes W. Widłak - ”Sotto voce”, cinq chansons pour mezzosoprano et quatuor à cordes R. Augustyn - Dedication pour soprano et quatuor à cordes A. Krzanowski - Quatuor à cordes no. 1, version B A. Lasoń - Relief pour Andrzej | Fondation Musica Pro Bono FMPB CD003                                                     |
| 2008  | ALEXANDRE TANSMAN - DU TRIO A L'OCTUOR VOL. 1 Musique de chambre Quatuor Silésien Beata Bilińska - piano Piotr Szymyślik - clarinette | Alexandre Tansman: Suite divertissement pour piano et trio à cordes Musica a cinque pour piano et quatuor à cordes Musique à six pour clarinette, piano et quatuor à cordes Musique pour clarinette et quatuor à cordes | Stowarzyszenie Promocji Kultury im. A. Tansmana CD257                                    |
| 2007  | ALEKSANDER LASOŃ Quatuor Silésien | A. Lasoń: Quatuor à cordes no. 1 Quatuor à cordes no. 3 Quatuor à cordes no. 7 | Fondation Musica Pro Bono FMPB CD001                                                     |
| 2006  | PAWEŁ SZYMAŃSKI MUSIQUE DE CHAMBRE Quatuor Silésien Krzysztof Jaguszewski - vibraphone Roman Widaszek - clarinette | P. Szymański: Cinq pièces pour quatuor à cordes "Compartment 2, Car 7" pour trio à cordes et vibraphone Deux pièces pour quatuor à cordes "Recalling a Serenade" pour clarinette et quatuor à cordes "A Photo from a Birthday Party (The Silesian String Quartet with a Shadow of Bartók)" | EMI Music Poland EMI 0946 3 84393 2 5                                                    |
| 2006  | ALEKSANDER LASOŃ Quatuor Silésien | A. Lasoń: Quatuor à cordes no. 5 ”Cinq et demie d'un quatuor à cordes ” Quatuor à cordes no. 6 20 pour 4 | Polskie Radio Katowice PRK CD076                                                         |
| 2005  | REPUBLIQUE Quatuor Silésien CD de l'Année 2005 - Prix du Disque du Magazine "Hi-fi Muzyka" CD nommé pour le Prix du disque "Fryderyk" | chansons composées par Grzegorz Ciechowski Arrangées par Stefan Sendecki pour quatuor à cordes | EMI Music Poland EMI 0946 3 46038 2 9                                                    |
| 2005  | WITOLD LUTOSŁAWSKI / WITOLD SZALONEK Quatuor Silésien Michał Górczyński - clarinette basse | W. Lutosławski: Quatuor à cordes W. Szalonek: "Inside? - Outside?" pour clarinette basse et quatuor à cordes Chaconne-Fantaisie pour violon seul | Polskie Radio Katowice PRK CD069                                                         |
| 2004  | ERNEST CHAUSSON Prix du disque "Fryderyk": meilleur enregistrement de musique de chambre de 2004 Bruno Canino - piano Piotr Pławner - violon Quatuor Silésien | E. Chausson: Concerto en Ré Majeur op. 21 pour piano, violon et quatuor à cordes Quatuor à cordes en do mineur op. 35 | Polskie Radio Katowice PRK CD062                                                         |
| 2004  | ANDRZEJ KRZANOWSKI / ANDRZEJ PANUFNIK Quatuor Silésien Dominik Połoński - violoncelle Elżbieta Mrożek - alto | A. Krzanowski: Relief no. 5 pour violoncelle seul "Reminiscenza" pour quatuor à cordes, version B Quatuor à cordes A. Panufnik: "Trans Of Thought" pour sextuor à cordes "Song To The Virgin Mary" pour sextuor à cordes | Polskie Radio Katowice PRK CD065                                                         |
| 2003  | SALON DE BIELAIEW Quatuor Silésien | A. Glazounov - Valse de "Cinq Novelettes" op.15 A. Glazounov - Preélude et Fugue N. Arcybuszew - Sérénade J. Wihtol - Menuet M. d'Osten-Sacken - Berceuse A. Liadov - Mazurka N. Sokolov - Scherzo A. Liadov - Sarabande A. Borodine - Scherzo A. Glazounov - Courante A. Liadow - Fugue N. Sokołow, A. Glazounow, A. Liadov - Polka | Polskie Radio Katowice PRK CD048                                                         |
| 2003  | MAX E. KELLER Quatuor Silésien | Max E. Keller: Quatuor à cordes no. 2 (1995) | Musiques Suisses/Grammont Portrait MGB CTS-M 84                                          |
| 2003  | DANSES ...ET APRES DANSES Quatuor Silésien CD nommé pour le Prix du disque "Fryderyk" | Danses: J. Haydn - String Quartet D- minor Op. 103 A. Glazounov - Valse de "Cinq Novelettes" op.15 A. Liadov - Mazurka A. Glazounov - Courante A. Webern - Rondeau D. Chostakovitch - Polka: Allegretto (1931) J. Cage - Quodlibet I. Stravinsky - Danse de "Trois Pièces" A. Piazzolla - Four, for Tango ...et après danses: G. Puccini - Chrysanthèmes L. van Beethoven - Prélude et Fugue en Do Majeur N. Rimski-Korsakov - Fugue "Im Kloster" H. Wolf - Sérénade italienne en Sol Majeur WW XV/3 A. Liadov - Fugue F. Schubert - Quartettsatz en do mineur K. Penderecki - Quatuor à cordes no.2 | C&P POLSKIE RADIO KATOWICE S.A PRK CD 054                                                |
| 2003  | ANDRZEJ PANUFNIK / ANDRZEJ KRZANOWSKI Quatuor Silésien CD nommé pour le Prix du disque "Fryderyk" | A. Panufnik: Quatuor à cordes no. 1 Quatuor à cordes no. 2 Quatuor à cordes no. 3 A. Krzanowski: Relief IX ”Ecossais” pour quatuor à cordes et bande magnétique | Polskie Radio Katowice PRK CD056                                                         |
| 2003  | WITOLD SZALONEK Quatuor Silésien | W. Szalonek: 1+1+1+1 per 1-4 strumenti ad arco /version pour violon et violoncelle/ Symphonie des rituaux pour quatuor à cordes 1+1+1+1 per 1-4 strumenti ad arco /version pour quatuor à cordes / | Polskie Radio Katowice PRK CD058                                                         |
| 2001  | GENERATION '51 Quatuor Silésien | Aleksander Lasoń - Quatuor à cordes no. 2 (1987) Andrzej Krzanowski - Quatuor à cordes no. 2 (1978) Eugeniusz Knapik - Quatuor à cordes (1980) | POLSKIE RADIO KATOWICE S.A. PRK CD027                                                    |
| 2001  | CLASSIQUE ET CONTEMPORAIN Quatuor Silésien | L. van Beethoven - Quatuor à cordes en fa mineur op.95 "Serioso" F. Mendelssohn - Quatuor à cordes en fa mineur op.80 Aleksander Lasoń - Quatuor à cordes no.4 "Tarnogórski" | POLSKIE RADIO KATOWICE S.A. PRK CD042                                                    |
| 2000  | FRYDERYK CHOPIN: Concerto pour piano no. 1 Kornelia Ogórkówna - piano Quatuor Silésien | Fryderyk Chopin: Concerto pour piano no. 1 en mi mineur op.11 | RECITAL COMPANY PRODUCTIONS (BELGIUM) RCP 011                                            |
| 1999  | GRAŻYNA BACEWICZ Quatuor Silésien Wiaczesław Nowikow - piano Et autres artistes | Grażyna Bacewicz: Quintette pour piano no.1 (1952) | C&P POLSKIE RADIO S.A. WARSZAWA PRCD 126                                                 |
| 1998  | MINIATURES DU XXME SIECLE Quatuor Silésien | Charles Ives - Scherzo (1903-04) Anton Webern: Langsamer Satz (1905) Rondo (1906) Sechs Bagatellen Op.9 (1913) Igor Stravinsky: Trois Pièces (1914) Concertino (1920) Double Canon (1959) John Cage - Quodlibet (1950) Dmitri Chostakovitch - Elegy, Polka (1931) Alfred Schnittke - Canon in memoriam Henryk Czyż - Jazz étude Krzysztof Penderecki: Quatuor à cordes no.2 (1968) Der Unterbrochene Gedanke (1988) Astor Piazzolla - Four for Tango (1987) | POLSKIE RADIO KATOWICE S.A. PRK 028                                                      |
| 1998  | MAGIE DE LA FUGUE Quatuor Silésien CD nommé pour le Prix du disque "Fryderyk" | Ludwig van Beethoven: Prélude et fugue en Fa Majeur Prélude et fugue en Do Majeur F. Mendelssohn - Fugue op. 81 E. Grieg- Fugue en fa mineur L.van Beethoven - Prelude and fugue in F minor for two violins and cello N. Rimski-Korsakov - Fugue "Im Kloster" A. Liadov - Fuga Mykolajus Ciurlionis - Fugue en fa dièse mineur L. van Beethoven - Prélude et fugue en si bémol mineur Jean Sibelius - Fugue pour Martin Wegelius Alexandre Glazounov - Prélude et fugue Ludwig van Beethoven - La Grande Fugue op. 133                                                                               | POLSKIE RADIO KATOWICE S.A. PRK 038                                                      |
| 1997  | KAROL SZYMANOWSKI, WITOLD LUTOSŁAWSKI: QUATUORS A CORDES Quatuor Silésien "Prix Fryderyk" pour le meilleur disque avec musique de chambre en 1997; Prix "CD de l'Année" du Magazine "STUDIO" | Karol Szymanowski: Quatuor à cordes no. 1 Quatuor à cordes no. 2 Witold Lutosławski: Quatuor à cordes | CD ACCORD ACD 037                                                                        |
| 1997  | STEFAN WOLPE Quatuor Silésien Et autres artistes | Stefan Wolpe: Quatuor à cordes (1969) | CPO 999 090-2                                                                            |
| 1997  | MINIATURES Quatuor Silésien CD nommé au Prix du disque "Fryderyk" | J. Haydn - Quatuor à cordes en ré mineur op. 103 W. A. Mozart - Adagio et Fugue en do mineur KV546 F. Schubert - Quartettsatz en do mineur, D 703 F. Mendelssohn - Thème et variations op. 81 A. Liadov - Sarabande A. Borodine - Serenata alla spagnola G. Puccini - Chrysanthêmes S. Rachmaninov - Quatuor à cordes no. 1 H. Wolf - Sérénade italienne en Ré Majeur WW XV/3 | POLSKIE RADIO KATOWICE S.A. PRK 021                                                      |
| 1997  | JOHANNES BRAHMS - JULIUSZ ZARĘBSKI: Quintettes pour piano Paweł Kowalski - piano Quatuor Silésien CD nommé pour le Prix du disque "Fryderyk" | Johannes Brahms: Quintette pour piano en fa mineur op. 34 Juliusz Zarębski: Quintette pour piano en sol mineur op. 34 | POLSKIE NAGRANIA                                                                         |
| 1995  | EMSDETTENER TOTENTANZ Quatuor Silésien et autres artistes | William Thomas McKinley: Emsdettener Totentanz | MMC Recordings MMC 2046                                                                  |
| 1995  | 6mes JOURNEES SILESIENNES DE MUSIQUE CONTEMPORAINE 1994 Quatuor Silésien | Andrzej Krzanowski: "Reminiscenza b" pour quatuor à cordes | ZKP / Katowice ZKP KE 001                                                                |
| 1994  | KRZYSZTOF PENDERECKI: MUSICA DA CAMERA Quatuor Silésien | Krzysztof Penderecki: Quatuor à cordes no.1 Quatuor à cordes no.2 Trio à cordes Der unterbrochene Gedanke | WERGO SCHALPLATTEN GMBH MAINZ WER 6258-2                                                 |
| 1994  | ZYGMUNT KRAUZE Quatuor Silésien | Zygmunt Krauze: Quatuor à cordes no.3 "Stone Music" pour piano Quatuor à cordes no.2 Quintette pour piano | THESIS PARIS TH 82059                                                                    |
| 1994  | WOLFGANG AMADEUS MOZART Quatuor Silésien | W. A. Mozart: Divertimento en ré Majeur KV 136 Quatuor à cordes en Sol Majeur KV 387 Quatuor à cordes en Sil bémol Majeur KV 458 | POLSKIE RADIO KATOWICE PRK 008                                                           |
| 1994  | FESTIVAL MUSIQUE ET AMITIE Quatuor Silésien et autres artistes | Claude Debussy: Quatuor en sol mineur, Op.10 (enregistrement live) | R&C SONORIS RECORDS SCD 105                                                              |
| 1995  | HENRYK MIKOŁAJ GÓRECKI Quatuor Silésien | Henryk Mikołaj Górecki: Sonata op. 10 pour deux violons Genesis I - Elementi per tre archi Quatuor à cordes no.1, Already It is Dusk,Op.62 Quatuor à cordes no.2, Quasi una Fantasia, Op. 64 | OLIMPIA COMPACT DISCS Ltd.& SOUND-POL WARSAW OCD 375                                     |
| 1992  | ALEXANDRE TANSMAN: MUSIQUE POUR QUATUOR A CORDES Quatuor Silésien | CD 1.: Alexandre Tansman: Quatuor à cordes no.2 Quatuor à cordes no.3 Quatuor à cordes no.4 Quatuor à cordes no.5 CD 2.: Alexandre Tansman Quatuor à cordes "Triptyque" no.6 Quatuor à cordes no.7 Quatuor à cordes no.8 | ETCETERA RECORDS B.V.AMSTERDAM KTC 2017                                                  |
| 1992  | STRAVINSKY & SZYMANOWSKI: MUSIQUE POUR QUATUOR A CORDES Quatuor Silésien | Karol Szymanowski: Quatuor à cordes no.1 Quatuor à cordes no.2 Igor Stravinsky: Trois pièces Concertino Double Canon | PARTRIGE B.V. THE NETHERLANDS 1138-2                                                     |

1. ↑  Live Music Company
2. ↑  site officiel de l'ensemble « Copie archivée » (version du 1er janvier 2012 sur Internet Archive)
3. ↑  Polish Cultural Institute in New York
4. ↑  culture.pl
5. ↑  answers.com
6. ↑  Adrian Thomas, texte du livret